# Sabine Fourrier
Pour les articles homonymes, voir Fourrier (homonymie).
Sabine Fourrier est une archéologue et directrice de recherche française. Elle est spécialiste de Chypre et travaille au laboratoire Histoire et sources des mondes antiques de Lyon. En 2023, elle reçoit la médaille d'argent du CNRS.

## Biographie
Sabine Fourrier soutient sa thèse de doctorat en 1999 à l'Université Lumière-Lyon-II sous la direction de Marguerite Yon-Calvet. Son travail porte sur la coroplathie, un mode de fabrication de sculptures par modelage à Chypre à l'époque archaïque et sur les échanges en méditerranée orientale. Elle dirige les fouilles archéologiques d'Amathonte entre 2004 et 2007 puis celles de la Mission française de Kition depuis 2008 (sites de Bamboula et de Pervolia). Ses recherches ont permis de mieux comprendre les liens culturels forts entre les Chypriotes, les grecs et les phéniciens. Elle travaille également sur l'organisation des villes et l'organisation territoriale des royaumes chypriotes. Sabine Fourrier a récemment coordonné le projet H2020 NETCHER, qui vise à constituer un réseau européen pour la préservation du patrimoine culturel et la lutte contre le trafic illicite des biens culturels. Depuis 2021, elle dirige également la Maison de l'Orient et de la Méditerranée.
En 2023, elle reçoit la médaille d'argent du CNRS pour ses travaux.

## Distinctions et récompenses
- 2023 : Médaille d'argent du CNRS[3].